# Такуя Кимура
Такуя Кимура (на японски: 木村 拓哉; на английски: Takuya Kimura) е японски певец и актьор.

## Биография
Такуя Кимура е роден на 13 ноември 1972 г. Той е живял в Мино, префектура Осака, докато той е бил на шест години и по-късно се премества в Чиба за училище.
През 2000 г. Такуя женен за певицата Шизука Кюдо. През 2001 г. се ражда дъщеря му Кокоми, а през 2003 г. се ражда втората му дъщеря Мицуки.

## Избрана филмография
- „Герой“ – Кохей Курю
- „2046“ (2004) – Таку
- „Подвижният замък на Хоул“ (2005) – Хоул (глас)
- „Любов и Милост“ (2006) – Шиносуке Мимура
- „Идвам с дъжда“ (2009) – Шитао
- „Космически Броненосецът Ямато“ (2010) – Сусуму Кодай
- „Герой“ (2015) – Кохей Курю[1]
- „Judgment“ (2019) и „Lost Judgment“ (2021) - Такаюки Ягами (видеоигри)